# Ismāʾīl Salāmī
Ismāʾīl Salāmī (* 17. Januar 1968 in Teheran) der auch als Simon Lee veröffentlicht, ist ein iranischer Schriftsteller, Lexikonschreiber und Iranologe.

## Leben
Die journalistische Tätigkeit von Salāmī begann im Jahre 2004 mit seiner Arbeit für die internationale Tageszeitung Tehran Times, wo er zunächst als Sprachredakteur und später als Generalredakteur tätig war. Im Jahre 2007 wurde er Geschäftsführer der Webseite des iranischen internationalen englischsprachigen Fernsehkanals Press TV.
Salāmī schreibt überwiegend über aktuelle Nachrichten aus den USA und dem Mittleren Osten. Seine Artikel werden in internationalen Zeitungen und Zeitschriften gedruckt. Eine Auswahl davon ist in andere Sprachen übersetzt worden. Als Lexikograph vervollständigte er drei Bände seines Englisch-Persischen Wörterbuchs über politische Ausdrücke in Zusammenhang mit Nachrichtendienst und Sicherheitsmaßnahmen. Salāmī promovierte zum Dr. phil. in Shakespeare Literatur an der Universität Teheran. Er veröffentlicht wissenschaftliche Artikel in internationalen akademischen Zeitschriften. Als Dozent für englische Literatur unterrichtete er an der Universität Teheran, der Alzahra-Universität und der Allameh Tabatabai Universität.
Salāmī hat dem von dem Verschwörungstheoretiker Michel Chossudovsky geleiteten Centre for Research on Globalisation und dem Veterans Today Beiträge zugeschickt.

## Publikationen
als Herausgeber
- Islamic Views on Human Rights. Viewpoints of Iranian scholars. al-Hoda Publ., London 2001, ISBN 1-870907-12-4.
- Persian Fairy Tales. Mehrandish, Teheran 1999, ISBN 978-964-6799-00-4 (illustriert von Behzad Sohrabi).

als Übersetzer
- Simin Behbahani: Maybe It's the Messiah. Selected poems. Zabankadeh, Teheran 2004, ISBN 964-6117-43-0.
- Hafiz: The Divan. 2. Aufl. Guya, Teheran 2006, ISBN 964-8741-02-6 (EA Teheran 2004).
- Sohrab Sepehri: The Water's Footfall. The green volume. Zabankadeh, Teheran 2004, ISBN 964-6117-05-8.
- Forough Farrokhzad: Another Birth. Let us believe in the beginning of the cold season. Zabankadeh, Teheran 2003, ISBN 964-6117-18-X.
- Ahmad Tamimdari: The book of Iran. A History of Persian Literature. Alhoda International Publ., Teheran 2002, ISBN 964-472-366-X.
- Fereydoon Moshiri: With All My Tears. Selected Poems. Zabankadeh, Teheran 2002, ISBN 964-6117-35-X.
- Donald D. Hook: Madmen of History. Juya, Teheran 1999.
  - Donald D. Hook: Madmen of History. Jonathan David Publ., Middle Village, N.Y. 1976, ISBN 0-8246-0202-1.

noch nicht verifiziert
- A Study of Thirty Great Plays (Eine Studie über 30 Große Theaterstücke). Mehrandish Bücher, Teheran 2008.
- A Dictionary of Intelligence and Security (Ein Wörterbuch über Nachrichtendienst und Sicherheitmassnahmen). Zabankadeh, Teheran 2007.
- A Dictionary of Journalism (Ein Wörterbuch des Journalismus). Zabankadeh, Teheran 2005.
- Persia, Cradle of Civilization (Persien, Ursprung der Zivilisation). Guya, Teheran 2004.
- An Encyclopedia of Persian Literature (Eine Enzyklopädie der Persischen Literatur). Alhoda, Teheran 2004.
- Political System in Iran (Das politische System des Iran). Alhoda, Teheran 2004.